# 安-路易丝·埃德斯特兰德
安-路易丝·埃德斯特兰德（瑞典語：Ann-Louise Edstrand，1975年4月26日—），瑞典女子冰球运动员。她曾代表瑞典参加1998年、2002年和2006年冬季奥林匹克运动会冰球比赛，共获得一枚银牌和一枚铜牌。